# 보광사 (파주시)
보광사(普光寺)는 경기도 파주시 고령산 기슭에 있는 대한불교조계종 소속의 사찰이다.
조계종 제25교구 본사 봉선사의 말사이다. 같은 봉선사 말사인, 남양주시 보광사와 이름이 같아 종종 혼동이 있다. 남양주 보광사는 남양주시 천마산에 있다.

## 역사
894년(진성여왕 8년) 도선이 왕명에 따라 비보사찰로 창건하였다. 1215년(고종 2년) 원진이 중창하고 법민이 불보살상 5위를 봉안하였으며, 1388년(우왕 14년) 무학 자초가 중창하였다. 임진왜란 때 전소된 사찰은 1622년(광해군 4년) 설미와 덕인이 함께 중건하였다.
1631년(인조 9년) 도원이 범종 제작을 위해 모연(募捐)을 시작했으나 사망 후 신관이 이어받아 1634년에 300근의 범종을 완성하였다. 한국전쟁 중 별당 등 일부 건물이 소실되었으나, 1957년에 수각을 짓고 1973년에 종각을 세우며 복구되었다.
보광사에는 숙빈 최씨의 위패를 모신 어실각이 있다. 그 옆엔 영조가 심었다고 전해지는 향나무가 있다.

## 소장 문화재
- 파주 보광사 대웅보전 (경기도 유형문화재  제83호)
- 파주 보광사 동종 (대한민국의 보물)
- 파주 보광사 목조보살입상 (경기도 유형문화재 제248호)
- 파주 보광사 영산회상도 (경기도 유형문화재 제319호)
- 파주 보광사 지장시왕도 (경기도 유형문화재 제320호)
- 파주 보광사 현왕도 (경기도 유형문화재 제321호)

## 참고 자료
- 김정봉 (2012년 5월 30일). “소령원의 원찰, 파주 보광사”. 프레시안. 2013년 10월 10일에 원본 문서에서 보존된 문서. 2013년 12월 3일에 확인함.